# Cleistogenes mucronata
Cleistogenes mucronata är en gräsart som beskrevs av Keng f.. Cleistogenes mucronata ingår i släktet Cleistogenes, och familjen gräs. Inga underarter finns listade i Catalogue of Life.